# 1998 في كوريا الجنوبية
فيما يلي قوائم الأحداث التي وقعت خلال عام 1998 في كوريا الجنوبية.

## سياسة

### تعيين في المنصب
- 25 فبراير – كم داي جنغ رئيس كوريا الجنوبية.
- 3 أبريل – باك غن هي عضو الجمعية الوطنية الكورية الجنوبية  [لغات أخرى]‏.
- 30 مايو – روه مو هيون عضو الجمعية الوطنية الكورية الجنوبية  [لغات أخرى]‏،عضو الجمعية الوطنية الكورية الجنوبية  [لغات أخرى]‏.

### انتهاء فترة المنصب
- 24 فبراير – كم يونغ سام رئيس كوريا الجنوبية.

## رياضة
- 1 يناير – كوريا الجنوبية في كأس العالم 1998

## برامج ومسلسلات وأنمي
- ميوزيك بانك

## مواليد

### يناير
- 6 يناير – لي سيونغ وو لاعب كرة قدم كوري جنوبي.[1]